# Catedral del Espíritu Santo (Tarrasa)
La Catedral Basílica del Espíritu Santo (en catalán: Catedral del Sant Esperit) es un edificio religioso situado en la plaza Vieja de Tarrasa, dedicado al Espíritu Santo. En 2004, la Santa Sede creó la nueva diócesis de Tarrasa, separándola de la diócesis de Barcelona, y decidió que fuera su catedral la basílica del Santo Espíritu. Se recuperaba así el antiguo obispado de Egara, que ya había existido entre los siglos V y VIII y que fue disuelto a raíz de la invasión sarracena, que tenía como sede el conjunto monumental de las iglesias de Egara (San Pedro, San Miguel y Santa María); precisamente, la parroquia de San Pedro fue trasladada a la del Santo Espíritu cuando se edificó la nueva basílica entre los siglos XVI y XVII.

## Historia

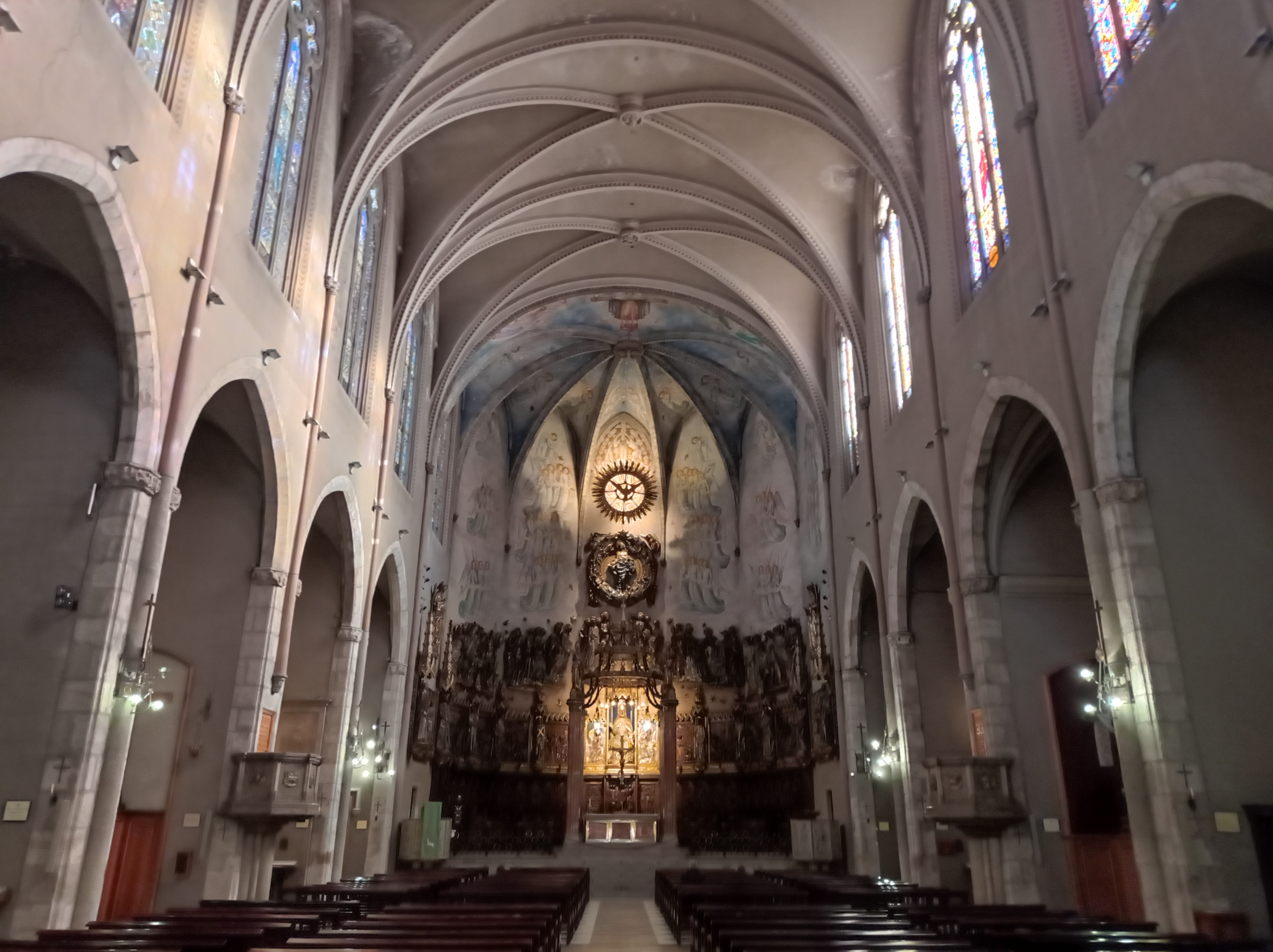
Interior de la catedral

El templo se construyó entre 1574 y 1616. Pese a ser construido en esta época, el edificio no es de estilo barroco, sino que continúa la tradición gótica. Durante la Guerra Civil de 1936-1939 sufrió un incendio que afectó al interior de la basílica, perpetrado por los republicanos; además, fue utilizada durante la misma como estacionamiento de vehículos. Fue restaurada en 1958. En 1999 se terminaron la remodelación del campanario y de la fachada, que en su parte alta estaba sin acabar; en el sobreático se añadió un nuevo cuerpo.
El atrio de acceso a la basílica, de estilo neogótico, levantado en 1918, sufrió también los efectos de la guerra y se reconstruyó poniéndole las esculturas apostólicas de Nicanor Carballo que sustituyeron a las de Josep Llimona, desaparecidas durante el incendio. Se inauguró en 1994. Desde 2004, la basílica del Santo Espíritu es la sede de nuevo obispado de Tarrasa.

## Arquitectura
La basílica del Santo Espíritu es de una sola nave con capillas laterales entre los contrafuertes, con ábside poligonal y crucero. En su interior destacan:
- El coro del altar mayor, obra del arquitecto Lluís Bonet i Garí y del pintor Antoni Vila i Arrufat, realizado en los años 1940. Se considera uno de los conjuntos más destacados de la inmediata posguerra, con sus relieves escultóricos, estatuas y sillas del coro. Sobresale la imagen de san Pedro en el cuerpo central.
- La capilla del Santo Cristo, en el brazo izquierdo del crucero donde, en 1992, se instaló el Museo parroquial. Al fondo destacan los pasos procesionales del Jueves Santo, objetos de orfebrería y diversos libros y documentos antiguos, como un evangeliario miniado del siglo XI.
- Grupo escultórico del Santo Entierro, en el brazo derecho del crucero. Es la principal pieza artística de la basílica y una de las pocas muestras de la escultura del Renacimiento en Cataluña, obra de Martín Díez de Liatzasolo, que la terminó en 1544. El conjunto lo forman ocho figuras muy trabajadas, cada una, de por sí, una obra maestra, con el Cristo yacente en el centro. Durante la Guerra Civil el grupo fue destrozado, pero las piezas se guardaron en las iglesias de San Pedro y, terminada la guerra, se reconstruyó.
- La capilla del Santísimo y la sacristía forman un conjunto en el lado sur de la basílica, obra del arquitecto modernista Lluís Muncunill (1907), autor de edificios tan notables de la ciudad de Tarrasa como el Vapor Aymerich, Amat i Jover, la Masía Freixa, el Ayuntamiento, la Escuela Industrial o el Gran Casino. Destacan los arcos parabólicos del techo. La capilla incluye un retablo de Rafael Solanic y pinturas al fresco de Miquel Farré.
- La capilla de la Virgen de Montserrat incluye una imagen de la patrona de Cataluña, obra de Esteve Casanovas, y la escultura del Rapto de San Ignacio, de Josep Maria Camps i Arnau, así como pinturas de Joaquim Vancells, Tomàs Viver y Ramon Cortés.
- La capilla de la Virgen del Rosario alberga una imagen barroca de Agustí Pujol.
- La capilla de San José contiene una talla de Gabriel Alabert (1993).
- La capilla de la Inmaculada Concepción conserva una escultura de Francesc Juventeny (1949).
- La capilla de la Virgen del Carmen contiene imágenes de santa Joaquina de Vedruna y santa Teresa de Jesús, obra de los Talleres Salesianos de Barcelona.
- La capilla de la Virgen del Pilar es depositaria de otras imágenes de los Talleres Salesianos: santa Lucía, san Vicente de Paúl y san Miguel.

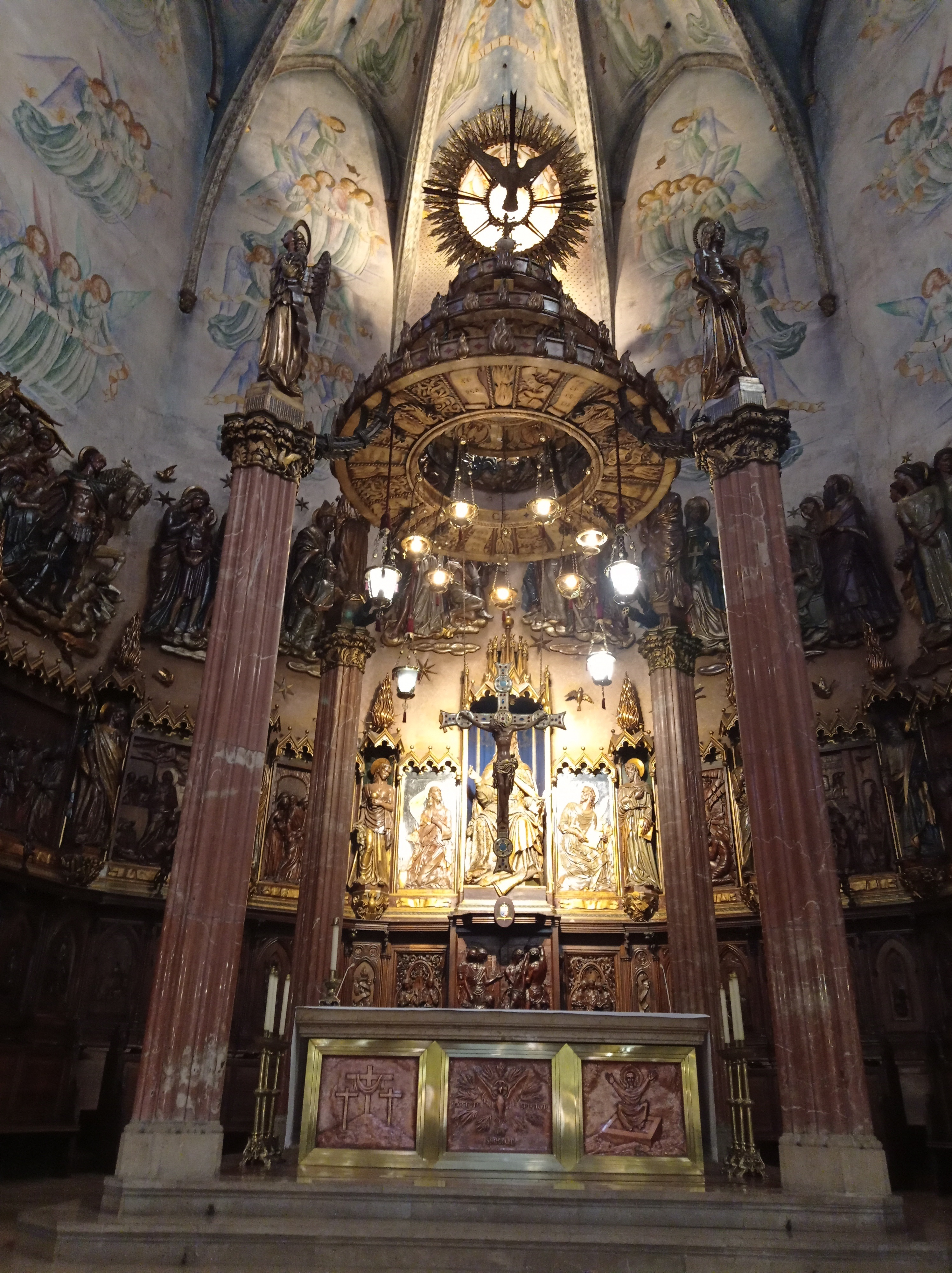
Altar mayor
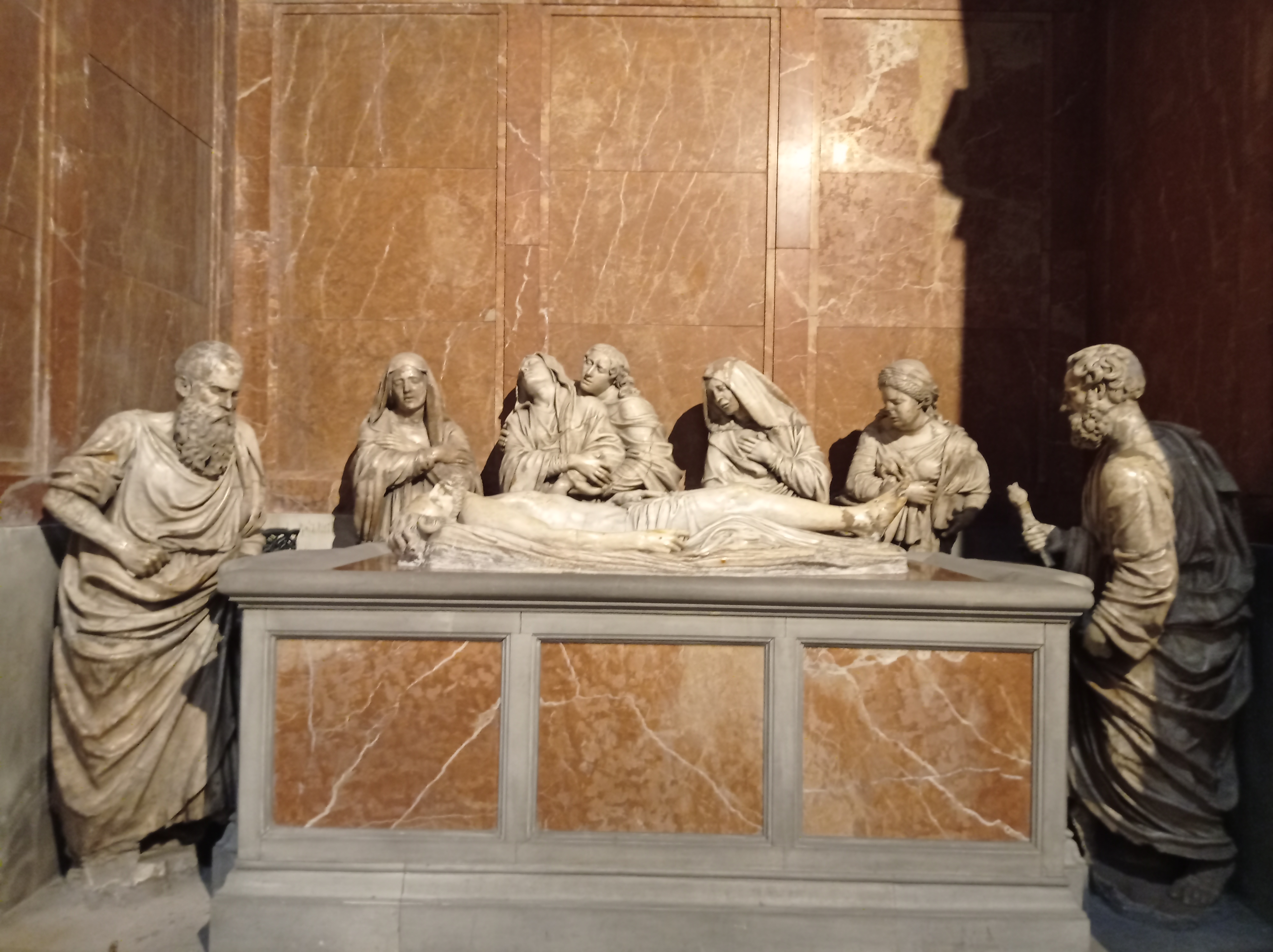
Santo Entierro, Martín Díez de Liatzasolo
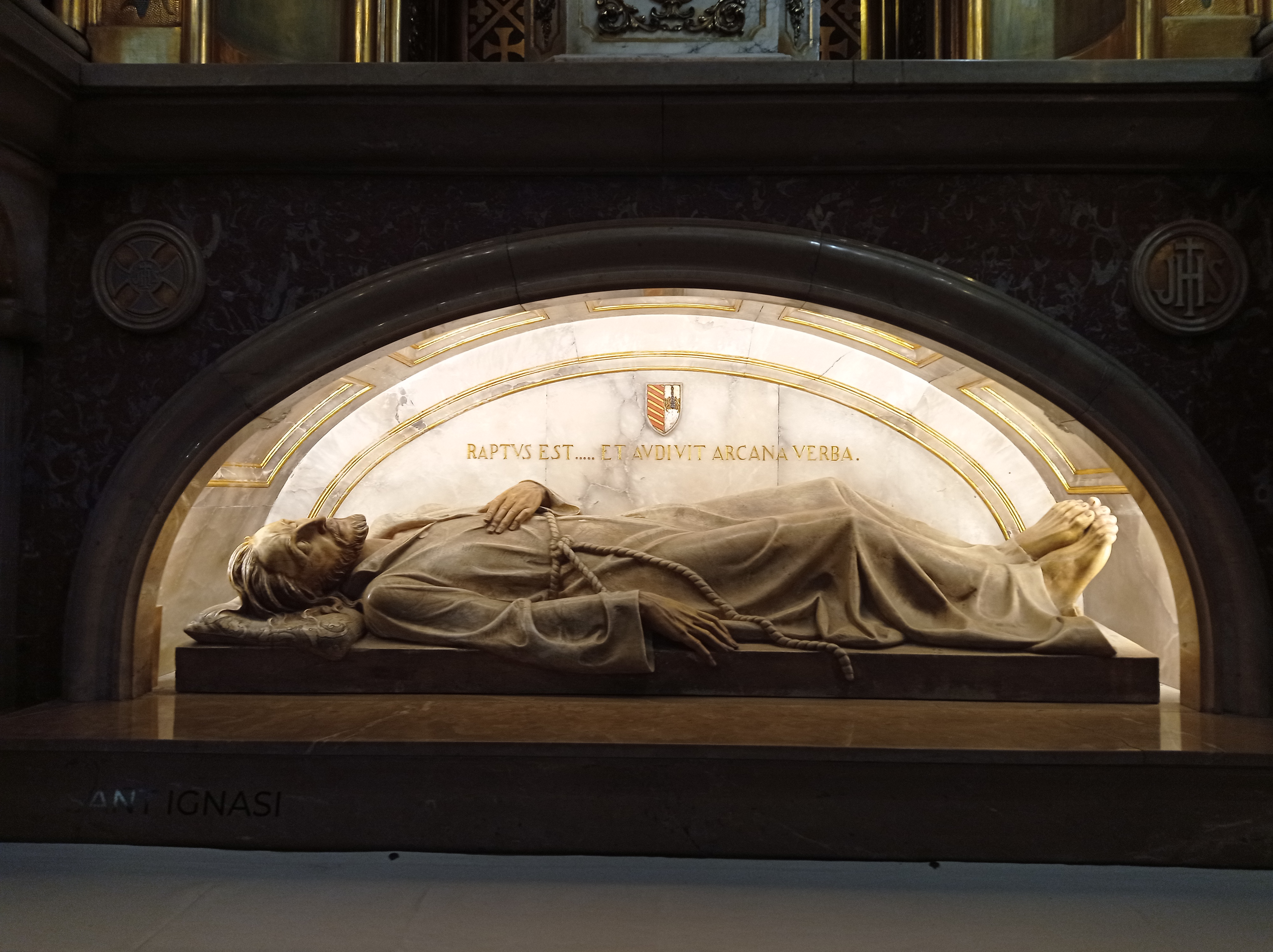
Rapto de San Ignacio, Josep Maria Camps i Arnau
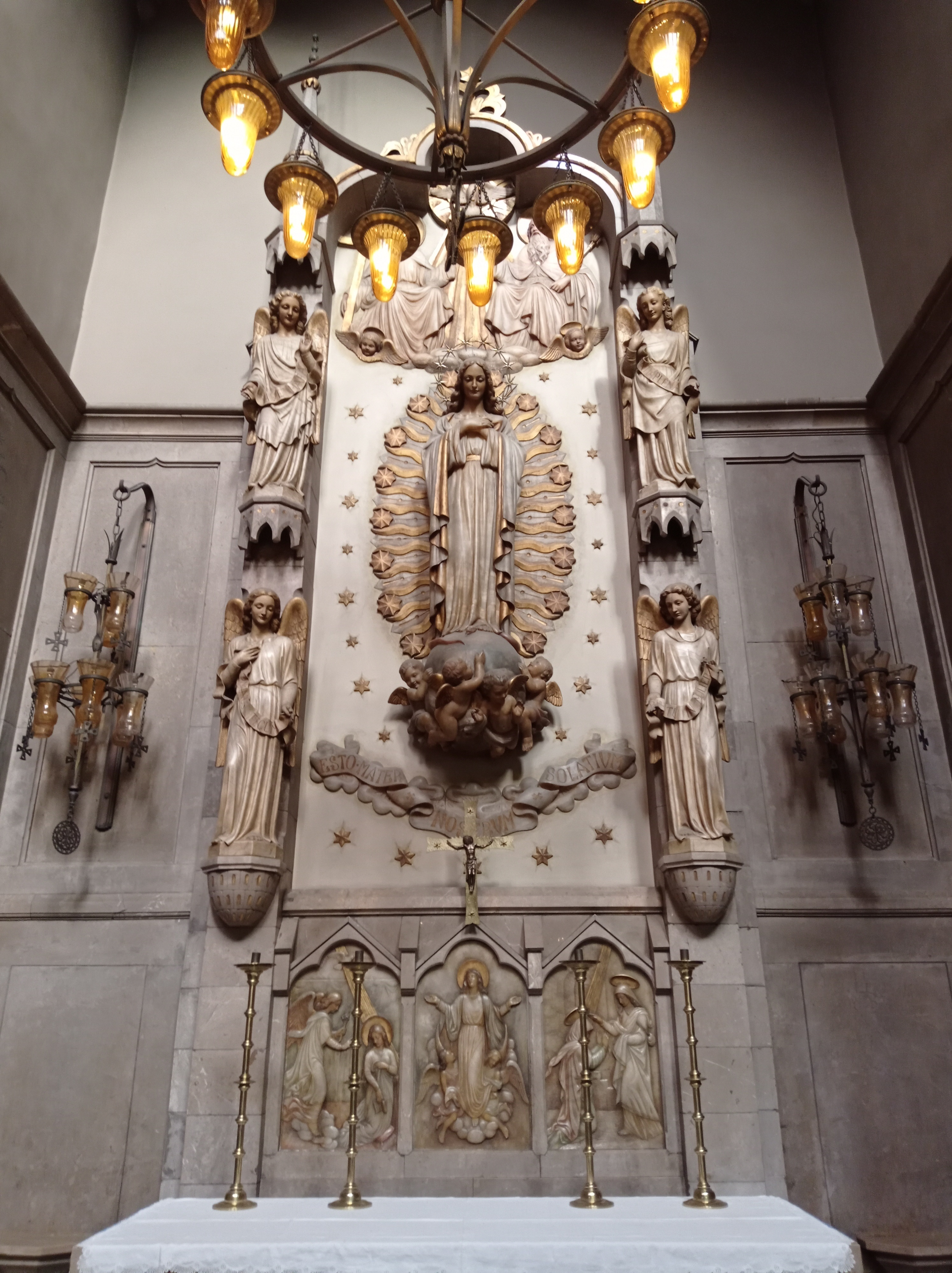
Capilla de la Inmaculada Concepción
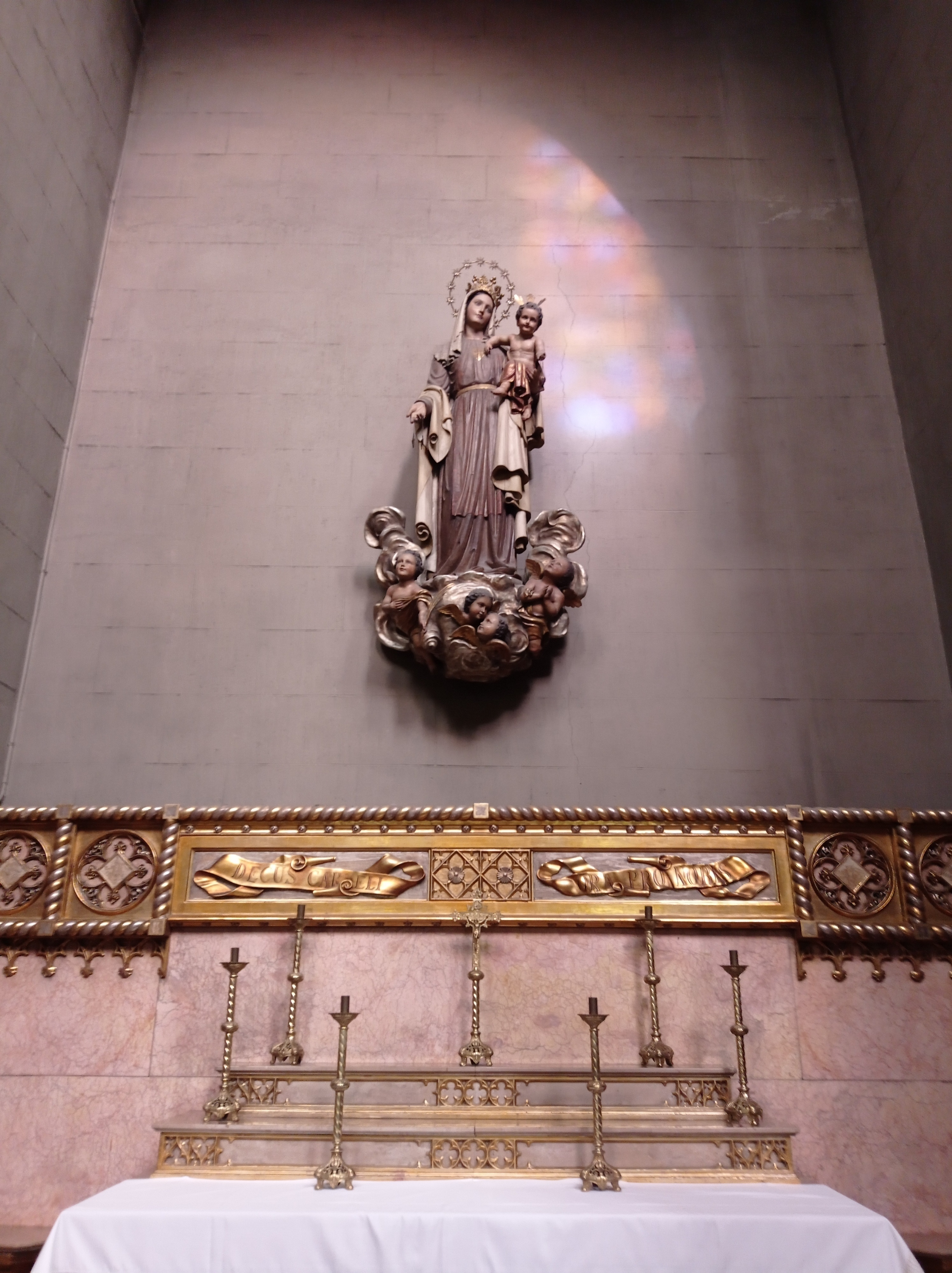
Capilla de la Virgen del Carmen
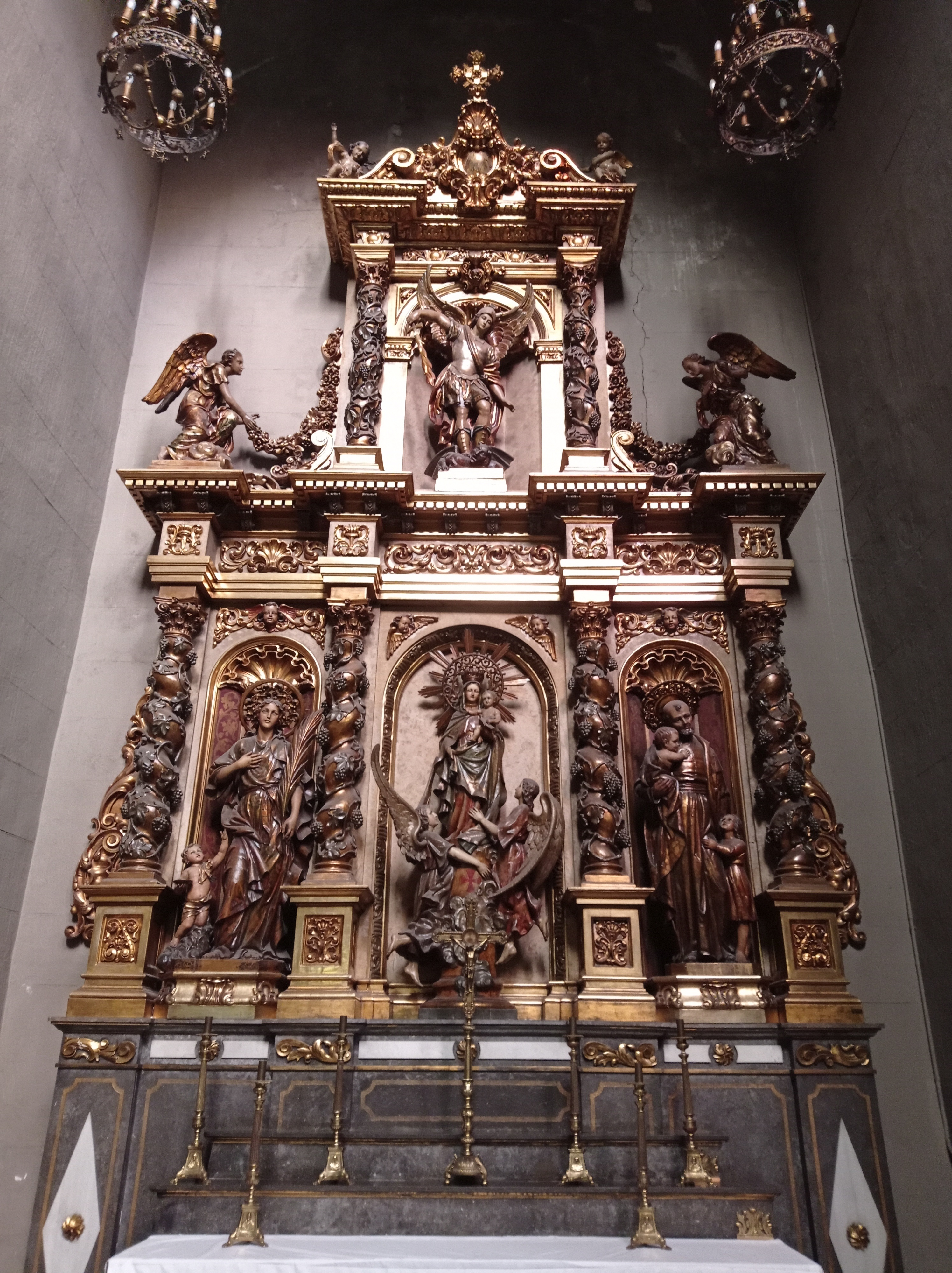
Capilla de la Virgen del Pilar
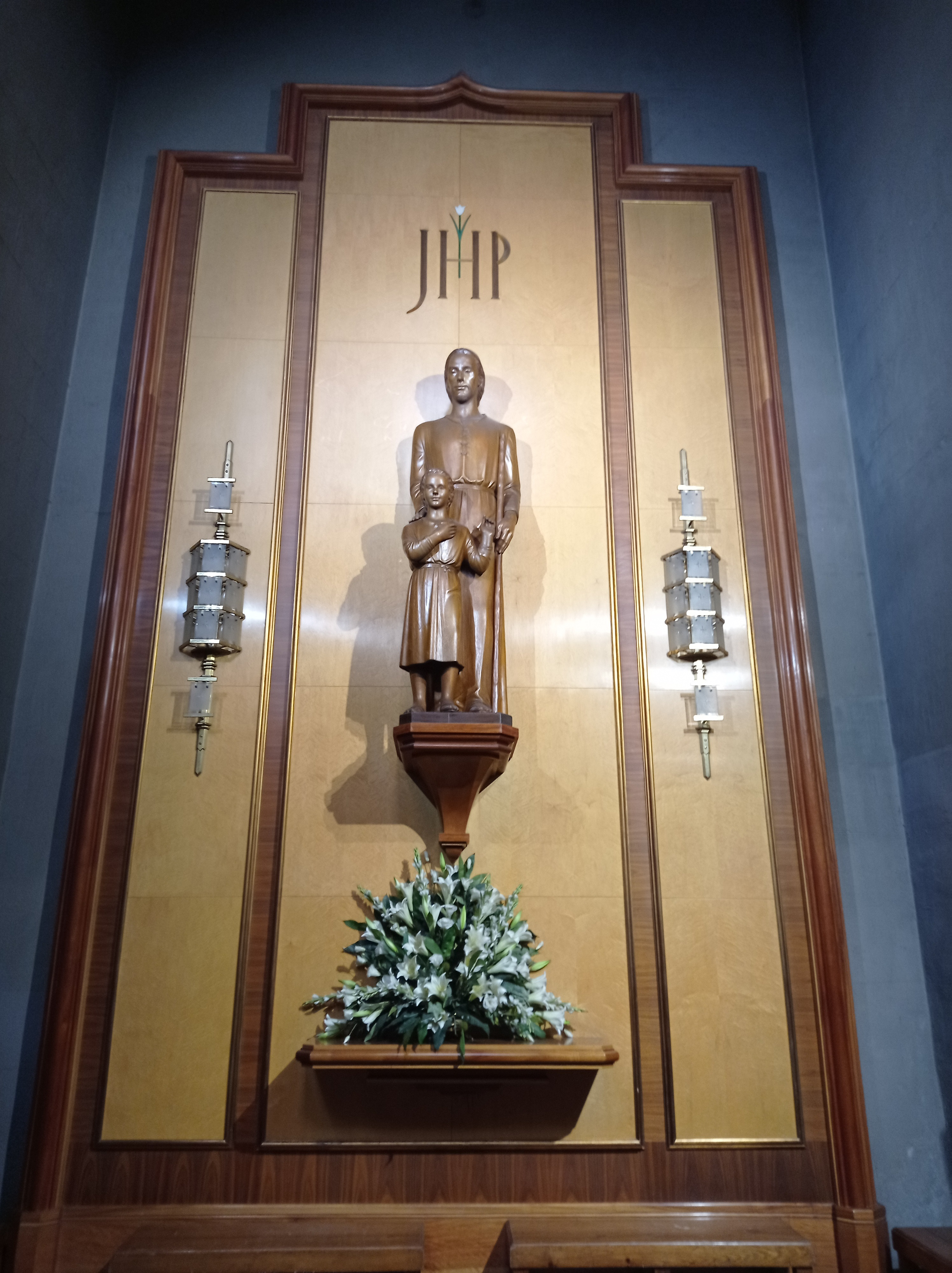
Capilla de San José